# Репеїв
Репеїв або Рипиїв (словац. Repejov) — село в Словаччині, Меджилабірському окрузі Пряшівського краю. Розташоване в північно-східній частині Словаччини, в Низьких Бескидах в долині Ольки. На її лівому березі знаходиться власне Репеїв а на правому березі частина села Праврівці. До 1964 року Праврівці були самостійним селом а потім були приєднані до близького Репейова.
Уперше Репеїв згадується у 1454 році, Праврівці у 1408 році.

## Пам'ятки
У селі є греко-католицька церква святого Архангела Михайла з 1770 року в стилі бароко, перебудована в 1830 та 1893 роках, з 1963 року національна культурна пам'ятка.
У частині села Праврівці є греко-католицька церква трьох святителів з 1832 року в стилі бароко-класицизму.

## Населення
| Рік:            | 1994. | 2004.    | 2014.    | 2024.    |
| --------------- | ----- | -------- | -------- | -------- |
| Кількість осіб: | 211   | 162      | 137      | 101      |
| Різниця:        |       | -23,22 % | -15,43 % | -26,27 % |

| Рік:            | 2023. | 2024.   |
| --------------- | ----- | ------- |
| Кількість осіб: | 103   | 101     |
| Різниця:        |       | -1,94 % |

В селі проживає 136 осіб.
Національний склад населення (за даними останнього перепису населення — 2001 року):
- русини- 50,29 %
- словаки- 46,24 %
- українці- 3,47 %

Склад населення за приналежністю до релігії станом на 2001 рік:
- греко-католики- 94,22 %,
- римо-католики- 5,20 %,
- православні- 0,58 %,

## Відомі люди
Тут народився Ян Гриб, автор підручників пряшівсько-русинського діалекту для дітей.